# Félix Gómez
Feliciano Gómez Hernández, conocido como Félix Gómez (Carmona, Sevilla, 5 de septiembre de 1977), es un actor español.
En 2002 interpretó a Juan Holgado, en una miniserie de dos capítulos con el caso del joven asesinado en una gasolinera de Jerez en 1995 junto a Juan Diego.

## Biografía
En 1998, debutó con la serie Plaza Alta en la televisión autonómica andaluza Canal Sur. Ese verano se incorporó como actor fijo a la serie juvenil Al salir de clase, donde incrementó su popularidad a nivel nacional.[cita requerida]
Su debut cinematográfico fue en el año 2000, con un pequeño papel en la comedia Besos para todos dirigida por Jaime Chávarri y protagonizada por Emma Suárez.[cita requerida]
Fue parte del elenco de la primera temporada de la serie Amar en tiempos revueltos, protagonizada por Rodolfo Sancho y Ana Turpin, en el que dio vida a Rodrigo Robles, el hermano de la protagonista, Andrea. 
En 2005 coprotagonizó junto a Concha Velasco la serie "Las Cerezas del Cementerio", adaptación cinematográfica de la novela de Gabriel Miró. 
En 2009, participó en la serie La huella del crimen, en el episodio El crimen de los marqueses de Urquijo, basado en dicho suceso, el cual conmocionó a la sociedad española en los años 80. Interpretó a Rafael Escobedo, presunto asesino de los marqueses y único condenado por el crimen.
En 2012, fue protagonista junto a Leticia Dolera del videoclip Disconnected del grupo Keane. Dirigido por Juan Antonio Bayona y S. G. Sánchez.[cita requerida]
En 2015, se unió al elenco principal de la serie Carlos, Rey Emperador donde encarnó a Fernando Álvarez de Toledo.
En 2018, coprotagonizó, junto a Carmen Maura, la obra teatral La golondrina, dirigida por Josep María Mestres y escrita por Guillem Clua.
En 2019 participó en la cuarta edición de MasterChef Celebrity, llegando a la final y quedando en segunda posición. También participó en la primera temporada de la serie Alta mar.
En 2020, fichó por La caza, una serie de La 1 para interpretar al personaje de Ernesto Selva. A finales de septiembre, se confirmó que formará parte del elenco de la serie para Antena 3, Señor, dame paciencia.
En 2022 se incorporó al elenco de La que se avecina, dando vida al personaje de Óscar Serra desde la temporada 13.
- 2024  "El silencio de Marcos Tremmer", coproducción España-Uruguay-Rep-Dominicana

## Filmografía

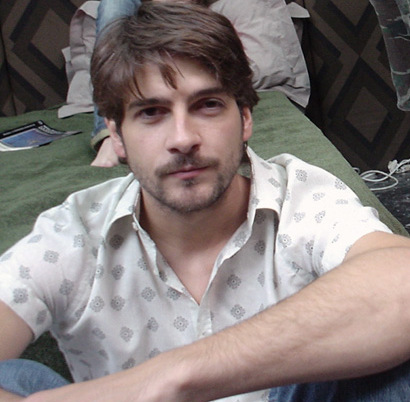
Félix Gómez durante el rodaje de 3:19

### Largometrajes
| Año  | Título                    | Personaje            | Dirección                           |
| ---- | ------------------------- | -------------------- | ----------------------------------- |
| 2002 | Besos para todos          | Alumno               | Jaime Chávarri                      |
| 2003 | La suerte dormida         | Agustín              | Ángeles González Sinde              |
| 2003 | Matar al ángel            |                      | Daniel Múgica                       |
| 2004 | El año de la garrapata    | Fran                 | Jorge Coira                         |
| 2006 | El camino de los ingleses | Paco Frontón         | Antonio Banderas                    |
| 2007 | Abrígate                  | Marcelo              | Ramón Costafreda                    |
| 2007 | Las 13 rosas              | Perico               | Emilio Martínez Lázaro              |
| 2008 | 3:19                      | Eric                 | Dany Saadia                         |
| 2010 | Agnosia                   | Vicent               | Eugenio Mira                        |
| 2012 | Insensibles               | Adán Martel de joven | Juan Carlos Medina                  |
| 2014 | Tiempo sin aire           | Iván                 | Andrés Luque y Samuel Martín Mateos |
| 2018 | Ibiza                     | Diego                | Álex Richanbach                     |

### Televisión

#### Series
| Año               | Título                                       | Personaje                       | Cadena                  | Episodios     |
| ----------------- | -------------------------------------------- | ------------------------------- | ----------------------- | ------------- |
| 1998 - 1999       | Plaza Alta                                   | Salva                           | Canal Sur               |               |
| 2000              | El comisario                                 |                                 | Telecinco               | 1 episodio    |
| 2000 - 2002       | Al salir de clase                            | Jero Ruiz                       | Telecinco               | 460 episodios |
| 2002              | Padre Coraje                                 | Juan Holgado                    | Antena 3                | 3 episodios   |
| 2003              | Un lugar en el mundo                         | Carmelo "C"                     | Antena 3                | 13 episodios  |
| 2004              | Hospital Central                             | Santi                           | Telecinco               | 1 episodio    |
| 2004              | Los 80                                       | Enrique                         | Telecinco               | 6 episodios   |
| 2005 - 2006       | Amar en tiempos revueltos                    | Rodrigo Robles Castillo         | La 1                    | 177 episodios |
| 2007 - 2009       | Herederos                                    | Jacobo García Orozco            |                         | 36 episodios  |
| 2010              | Raphael: una historia de superación personal | Raphael (Joven)                 | Antena 3                | 2 episodios   |
| 2011; 2018 - 2019 | 14 de abril. La República                    | Fernando de la Torre            |                         | 30 episodios  |
| 2013              | La dama velada                               | Ludovico Vallauri               | Telecinco               | 3 episodios   |
| 2014              | Los misterios de Laura                       | Marco Medina                    | La 1                    | 1 episodio    |
| 2014              | Cuéntame un cuento                           | Marko Torres "Enanito Bonachón" | Antena 3                | 1 episodio    |
| 2015 - 2016       | Carlos, Rey Emperador                        | Fernando Álvarez de Toledo      | La 1                    | 15 episodios  |
| 2017 - 2018       | Ella es tu padre                             | Juan Carlos de la Serna         | Telecinco               | 13 episodios  |
| 2019              | Alta mar                                     | Aníbal de Souza                 | Netflix                 | 6 episodios   |
| 2021; 2023; 2025  | La caza                                      | Ernesto Selva                   | La 1                    | ¿? episodios  |
| 2022              | Señor, dame paciencia                        | Carlos Zaldívar Ramos           | Atresplayer             | 8 episodios   |
| 2022 - 2023       | Fuerza de paz                                | Alfredo Cuesta                  | La 1                    | 7 episodios   |
| 2022 - presente   | La que se avecina                            | Óscar Serra Nevado              | Prime Video / Telecinco | ¿? episodios  |
| 2025              | Machos alfa                                  | Manu                            | Netflix                 | 4 episodios   |

#### TV Movies
| Año  | Título                                                      | Personaje       | Cadena |
| ---- | ----------------------------------------------------------- | --------------- | ------ |
| 2005 | Las cerezas del cementerio                                  | Félix Valdivia  |        |
| 2005 | Más que hermanos                                            | Dani            |        |
| 2009 | La huella del crimen: El crimen de los marqueses de Urquijo | Rafael Escobedo | La 1   |

#### Programas
| Año  | Título                 | Función                     | Cadena |
| ---- | ---------------------- | --------------------------- | ------ |
| 2019 | MasterChef Celebrity 4 | Concursante - 2.º finalista | La 1   |

### Cortometrajes
| Año  | Título                          | Personaje | Dirección                     |
| ---- | ------------------------------- | --------- | ----------------------------- |
| 2003 | Queda demostrado                | El amante | Mariano Catalán y Miguel Olid |
| 2006 | Verano o Los defectos de Andrés | Félix     | Jorge Torregrossa             |
| 2009 | La patrulla perdida             | Alonso    | Guillermo Rojas               |
| 2014 | Somos amigos                    | Julio     | Carlos Solano Pérez           |
| 2016 | La Jaula                        | Carlos    | Nacho Solana                  |
| 2025 | Los Flautistas                  | Antonio   | Javi del Estal                |

### Teatro
- Fin. Dir. Antonio Hernández Centeno
- Cinco. Dir. Antonio Hernández Centeno
- La boda de los pequeños burgueses. Dir. Roberto Quintana (1997-1999)
- Krámpac. Dir. Antonio Hernández Centeno (2001-2006)
- El día que te vi. Dir. Antonio Hernández Centeno (2003-2006)
- Como abejas atrapadas en la miel, de Carter Beane. Dir. Esteba Ferrer (2006-2007)
- Baile de máscaras. Dir. Rojas y Rodríguez (2008)
- Hamlet. Dir. Tomaz Pandur (2009)
- Homero, la Ilíada, de Alessandro Baricco. Dir. Andrea D'Odorico (2010)
- El día en que nació Isaac. Dir. Antonio Hernández Centeno (2010-2011)
- Monólogo clásico. Dir. Amelia Ochandiano; en el festival de Mérida (2011)
- Alejandro Magno, de Jean Racine; en el festival de Mérida (2015)
- La golondrina. Con Carmen Maura y Félix Gómez. Dir. Josep Maria Mestres (2018-2019)